# V. Amenemhat szobra
V. Amenemhat szobra egy ókori egyiptomi szobor, amely a XIII. dinasztia egyik uralkodóját, V. Amenemhatot ábrázolja. A szobor a korszak egyik kiemelkedő alkotása. Ma a Bécsi Szépművészeti Múzeumban található (katalógusszám: ÄS 37).
A 35 cm magas, palából készült mellszobor eredetileg egy életnagyságú szobor részét alkotta. Nagy valószínűséggel 1821-ben vásárolták, és nem sokkal ezután került Bécsbe. Elsőként egy 1824-es múzeumi leltárban említik, ahol még női mellszobornak tartják. Ekkor az 1765-ben Mária Terézia által alapított Antiken-Cabinet gyűjtemény részét alkotta. Felirat nem található rajta, emiatt datálása sokáig kérdéses volt; gyakran későkorinak vagy ptolemaida korinak tartották. 1985-ben publikálták a Hekaib elephantinéi szentélyéből előkerült tárgyakat – főként sztéléket és szobrokat –, köztük a XIII. dinasztiához tartozó Szehemkaré V. Amenemhat egyik, fejetlen szobrát, amelyet 1932 novemberében találtak a szentélyben, de egykor a közeli Szatet-templomban állt. A szobor súlyosan összetört állapotban került elő, a háta és a karok nagy része hiányoznak. A leletek teljes publikálását követően már 1988-ban megjelent Biri Fay cikke, amelyben bizonyította, hogy a Bécsben őrzött és az Elephantinéból előkerült szobortöredék egybetartozik.
A trónon két felirat olvasható a király lábai mellett, elöl és a trón tetején, ezek megnevezik az uralkodót: Szehemkaré Amenemhat, Szatetnek, Elephantiné úrnőjének a kedveltje. Amenemhat nemesz-fejkendőt visel, homlokán az ureusz nagyrészt elpusztult. Arca jellegzetes vonása a mosoly – a korábbi korszakok legtöbb szobra komoly arccal ábrázolta az uralkodókat. A fej stílusa azonban a III. Amenemhat kori királyi portrék stílusát követi, jellemző rá a realizmus.

## Fordítás
- Ez a szócikk részben vagy egészben  a   Bust of Amenemhat V című angol Wikipédia-szócikk ezen változatának fordításán alapul.  Az eredeti cikk szerkesztőit annak laptörténete sorolja fel. Ez a jelzés csupán a megfogalmazás eredetét és a szerzői jogokat jelzi, nem szolgál a cikkben szereplő információk forrásmegjelöléseként.